# یواس‌اس مریگولد (۱۸۶۳)
یواس‌اس مریگولد (۱۸۶۳) (به انگلیسی: USS Marigold (1863)) یک کشتی بود که طول آن ۸۴ فوت ۷ اینچ (۲۵٫۷۸ متر) بود. این کشتی در سال ۱۸۶۳ ساخته شد.